# День Организации Объединённых Наций

Флаг ООН

День Организации Объединённых Наций (на официальных языках ООН: фр. Journée des Nations unies, кит. 联合国日, англ. United Nations Day, исп. Día de las Naciones Unidas) — по решению 2-й сессии Генеральной Ассамблеи ООН (резолюция № 168) ежегодно, с 1948 года, отмечается 24 октября. В этот день, в 1945 году, вступил в силу Устав ООН.
В 1971 году на 26-й сессии Генеральная Ассамблея в резолюции 2782 (XXVI) провозгласила этот день международным праздником и предложила всем государствам отмечать его как государственный праздник.
По поводу Дня Организации Объединённых Наций Генеральный секретарь ООН ежегодно обращается к мировому сообществу с посланием.

## Страны, отмечающие день ООН

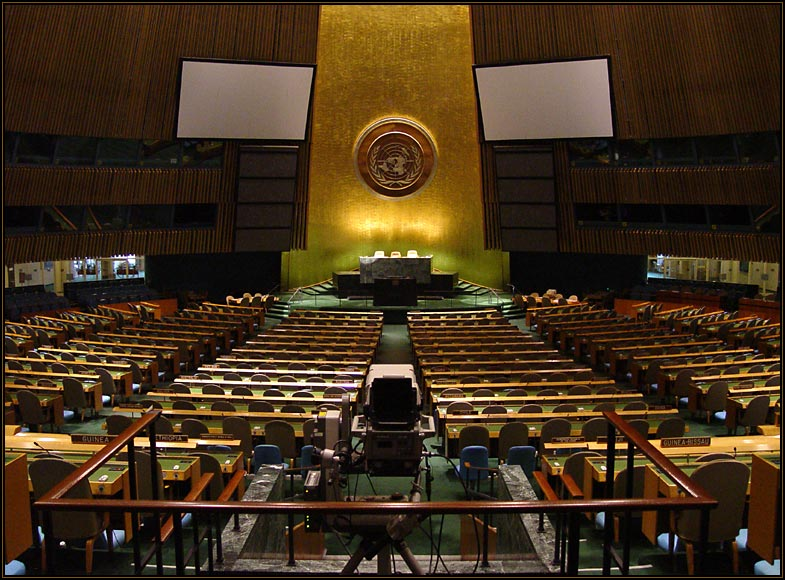
Зал Генеральной Ассамблеи ООН

Каждое государство по-разному отмечает этот день:
- Дания — День флага.
- Коста-Рика — Национальный праздник.
- США — В связи с Днём ООН ежегодно публикуется послание президента[9].
- Швеция — День ООН, на флагштоках могут быть подняты флаг Швеции или флаг ООН.
- Финляндия — День флага.

## День Объединённых наций (1942-1944)

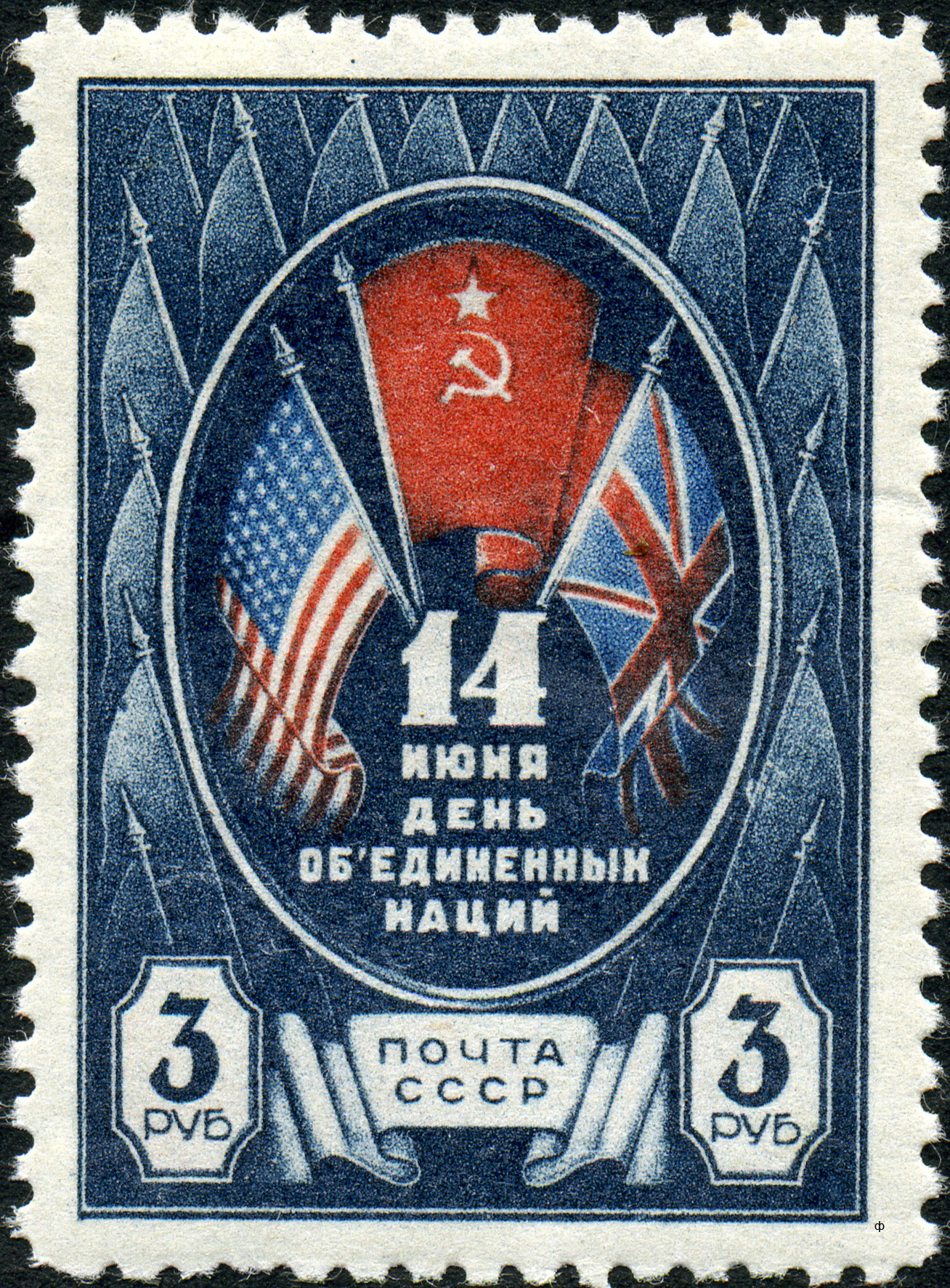
Почтовая марка СССР, 1944 год

Впервые ДеньОбъединённых Наций отмечался 14 июня 1942 года. День открыл президент США Ф.Д. Рузвельт, проведя военный парад в честь сотрудничества стран антигитлеровской коалиции в рамках празднования Дня национального флага и прошедшего накануне парада «Нью-Йорк на войне». Торжества также прошли в Лондоне, Китае и СССР. День отмечался в течение 1942-1944 годов.
В 1944 году в СССР была выпущена почтовая марка, на которой изображены флаги СССР, США и Великобритании вокруг подписи "14 июня День Объединённых Наций".